# 불치저
불치저(알바니아어: Bulqizë) 또는 불치자(알바니아어: Bulqiza) 또는 불키저는 알바니아 북동부 디버르주에 위치한 지방자치체의 이름이자 코뮌의 이름이다. 이 지방자치체는 Fushë-Bulqizë, Gjoricë, Martanesh, Ostren, Shupenzë, Trebisht, Zerqan와 지자체 정부가 있는 불치저 코뮌으로 구성된다. 2023년 인구 조사에 따르면 불치저 코뮌에는 7,875명이 거주하고 있으며, 불치저 자방자치체 인구는 26,826명이다.

## 인구
| 연도 | 인구   | ±%     |
| ---- | ------ | ------ |
| 1989 | 8,712  | —      |
| 2001 | 10,454 | +20.0% |
| 2011 | 8,177  | −21.8% |
| 2023 | 7,875  | −3.7%  |

불치저는 오스만 제국의 1467년도 데프터에서 Dulgoberda 빌라예트의 hass-ı mir-liva(군사 구역) 및 derbendci(보초 근무) 마을로 기록되어 있다. 마을에 대한 전체 조사 결과는 소실되었지만, 여러 가구주들이 기록되어 있었다.

## 지리
불치저는 알바니아 북동쪽 하부에 위치하며 북마케도니아와의 국경과 인접해 있다. 서쪽으로는 Mat와 티라나가 있고, 남쪽으로는 Librazhd 시가 있다. 이 지역에는 1980년대부터 크롬 광산이 중요한 자원으로 개발되어 왔으며, 이는 이 지역 경제의 대부분을 지탱하고 있다. 불치저 광산은 1992년 이래로 몇 차례의 가스 폭발을 겪었으며, 그 중 일부는 인명 피해를 초래했다. 최근 폭발은 천연수소가 침투한 곳에서 발생한 것으로 보이며, 이는 오피오라이트에서 형성되어 단층 구조 안에 갇힌 것으로 추정된다.
이후 프랑스 그르노블 대학교의 로랑 트루셰 교수 연구팀이 이 크롬광산의 갱도 1㎞ 아래에서 자연적으로 수소를 뿜어내는 물웅덩이를 발견했다. 그 물웅덩이 크기는 30㎡로 이곳에서 뿜어져 나오는 수소는 연간 11톤 규모이다. 이곳에서 발견된 천연수소(또는 골드 수소, 백색 수소)에 주목하는 이유는 화석 연료를 대체하여 기후문제를 해결해줄 에너지원이기 때문이다.